# Didier Mandelli
Didier Jean Mandelli, né le 7 août 1964 à Villers-Semeuse, est un homme politique français.
Maire du Poiré-sur-Vie de mars 2001 à juillet 2015 et conseiller municipal jusqu’en 2020, il est élu sénateur en septembre 2014 sur la liste « Union pour la Vendée » (UMP-UDI), conduite par Bruno Retailleau. Reconduit au renouvellement de septembre 2020, il est nommé vice-président du Sénat en 2024.

## Éléments personnels
Né à Villers-Semeuse (Ardennes), Didier Mandelli est installé au Poiré-sur-Vie depuis 1982. Petit-fils d’immigrés italiens, il est marié et père de trois enfants. En tant que parent d’élève, il a adhéré à l’APEL de l’école du Sacré-Cœur du Poiré.
Cadre commercial agricole, chargé de mission à la chambre d’agriculture de la Vendée et à Promagri dans la deuxième moitié des années 1990,,, il est également président du conseil d’administration de l’office de tourisme municipal à partir de 1998. Au cours des années 2000, il est directeur de société.

## Carrière politique

### Débuts
En 1997, alors que l’Assemblée nationale est dissoute par Jacques Chirac, Jean-Luc Préel, député sortant de la première circonscription de la Vendée, annonce son intention de se présenter à sa propre succession. À la suite du renoncement de Louis Ducept à la candidature à la suppléance, Didier Mandelli le remplace après avoir signé la charte UDF-RPR,. Le binôme est élu à l’issue du second tour des élections législatives, le 1er juin 1997.
En mars 1998, il apparaît à la quinzième place d’une liste de droite (MPF, UDF et RPR) conduite dans la Vendée par Bruno Retailleau pour les élections régionales dans les Pays-de-la-Loire,. Cette liste d’« union de la droite » arrive en tête dans le département mais seuls les huit premiers candidats de celle-ci siègent au conseil régional.
Après avoir annoncé son intention de quitter son poste de président de l’office de tourisme de la commune, il exprime, en avril 2000, le souhait de se présenter à la mairie du Poiré-sur-Vie lors des élections municipales de 2001, inscrivant sa démarche dans la continuité du maire Léon Darnis. Ce dernier, encarté au RPR, et alors qu’il ne souhaite originellement pas reconduire son mandat, apparaît à titre de « soutien actif » dans la liste adversaire du premier adjoint sortant, André Perrocheau. Celle-ci n’obtient pas la majorité des voix puisque la liste « Ensemble, faisons bouger Le Poiré » — conduite par Didier Mandelli — arrive en tête dès le premier tour avec 51 % des suffrages. Didier Mandelli est élu maire le 18 mars 2001 lors du premier conseil municipal de la nouvelle mandature.

### Ascension locale
En mars 2004, la moitié des élus du conseil général de la Vendée doit être renouvelée dans le cadre des élections cantonales. Dans le canton du Poiré-sur-Vie, Paul Bazin, conseiller sortant élu en 1967, n’aspire pas à se présenter de nouveau. Malgré un accord entre le camp villiériste et celui de l’Union pour un mouvement populaire consistant à faire élire Bernard Perrin (maire UMP d’Aizenay) conseiller régional et Didier Mandelli conseiller général (septembre 2003), les deux personnalités du canton se présentent l’une contre l’autre aux élections. Arrivé en tête au premier tour, fort du soutien de la « majorité départementale » de Philippe de Villiers, Didier Mandelli est pourtant battu au second tour d’une centaine de voix, alors que l’entre deux tours a été marqué par des tensions autour d’un communiqué controversé citant des maires du canton qui auraient aspiré au retrait de la candidature du maire d’Aizenay au profit de celui du Poiré.
De nouveau candidat aux élections municipales de 2008 dès janvier 2007, sa liste est élue au premier tour et Didier Mandelli est réélu au poste de maire le 14 mars. Durant cette période, « emballé » par la politique menée par Nicolas Sarkozy, il s’éloigne progressivement de son mentor, Philippe de Villiers ; il est étiqueté à partir de 2009 comme membre de l’Union pour un mouvement populaire. En mars 2010, il apparaît sur la liste vendéenne de Christophe Béchu pour les élections régionales, mais celle-ci est battue par celle de la gauche unie au second tour.
Au niveau départemental, il se rapproche de Bruno Retailleau (divers droite), président du conseil général à partir de novembre 2010. Laissant le champ libre à son ancien adversaire Bernard Perrin aux élections cantonales de mars 2011, il annonce sa candidature à l’élection législative dans la première circonscription si Jean-Luc Préel venait à ne pas se représenter. Malgré l’investiture de l’UMP, il renonce à se présenter au profit d’Alain Lebœuf (divers droite), soutenu par le président du conseil général et Serge Rondeau, maire de Challans.
Après sa réélection aux municipales de mars 2014, il prend la tête de la communauté de communes Vie-et-Boulogne le 31 mars de la même année.

### Sénateur de la Vendée
À l’été 2014, Didier Mandelli se présente aux élections sénatoriales, à la troisième place de la liste « Union pour la Vendée » (divers droite, UMP et UDI) conduite par le sénateur sortant Bruno Retailleau. Le 28 septembre, comme Annick Billon et Bruno Retailleau, Didier Mandelli est élu sénateur, la liste ayant récolté près de 68,5 % des suffrages. Il siège sur les bancs du palais du Luxembourg depuis le 1er octobre.
Un an après sa réélection au Poiré-sur-Vie, il décide de démissionner du poste de maire, action motivée d’abord par la difficulté de superposer plusieurs responsabilités politiques et, ensuite, par l’anticipation de l’application de la loi sur le cumul des mandats (à partir du 31 mars 2017). Il garde néanmoins ses fonctions de conseiller municipal de la commune et de président du conseil communautaire de Vie-et-Boulogne,.
Artisan de l’intégration du Pays-de-Palluau à la communauté de communes Vie-et-Boulogne, il est élu le 2 janvier 2017 président du conseil communautaire de la nouvelle structure intercommunale résultant de la fusion des deux entités. Toutefois, il annonce qu’il devrait conserver son mandat de sénateur au moment de l’application de la loi sur le cumul des mandats, et donc, renoncer à la présidence de l’intercommunalité à fiscalité propre à compter du 1er octobre 2017,. Premier vice-président, le maire de La Genétouze Guy Plissonneau lui succède le 6 octobre 2017.
Didier Mandelli est réélu pour un nouveau mandat de sénateur le 27 septembre 2020, sur la liste de Bruno Retailleau, qui l'emporte avec plus de 70 % des voix. Proposé à la fonction le 15 octobre 2024, il est officiellement élu vice-président du Sénat le 22 octobre suivant, succédant à Mathieu Darnaud, démissionnaire après son élection à la tête du groupe Les Républicains du Sénat.

## Activité parlementaire
Le 2 octobre 2014, Didier Mandelli s’affilie comme membre du groupe Union pour un mouvement populaire. Le 2 juin 2015, celui-ci devient le groupe Les Républicains.
Didier Mandelli est membre de la commission du développement durable et de l’aménagement du territoire du Sénat depuis le 8 octobre 2014, il intervient régulièrement sur les questions environnementales et énergétiques. En mars 2015, il devient notamment président du groupe d’études sur les déchets et prend des positions répétés en faveur de l’économie circulaire. Au printemps 2016, il est rapporteur d’une loi sur l’économie bleue, visant à renforcer la compétitivité des exploitations maritimes et des ports de commerce.
En février 2024, il est réélu président du groupe d’études « mer et littoral » du Sénat.

## Positions politiques
Plusieurs années sans carte au sein d’un parti politique, il se reconnaissait, à la fin des années 1990, dans la « famille libérale ». Au début des années 2000, assimilé au « poulain officiel » de Philippe de Villiers, il est régulièrement classé dans le camp villiériste, sans pour autant appartenir au Mouvement pour la France. Après le départ de Philippe de Villiers de la scène politique départementale en octobre 2010, il devient, à partir du début des années 2010, l’un des premiers soutiens du président du conseil général nouvellement élu, Bruno Retailleau.
Une fois membre de l’UMP et dans le cadre de la course à la présidence du parti, en septembre 2012, il soutient François Fillon pour prendre la tête de la formation politique.
En décembre 2012, il fait partie des 52 maires de la Vendée qui ont signé un appel du collectif des Maires pour l’enfance. En effet, opposé au mariage homosexuel et à l’homoparentalité, il se joint d’ailleurs en février 2013 aux cortèges organisés par La Manif pour tous à La Roche-sur-Yon.
En outre, il se déclare favorable au projet d’aéroport du Grand-Ouest et critique la consultation organisée dans la Loire-Atlantique en février 2016.
Dès avril 2016, il soutient François Fillon dans la « primaire ouverte de la droite et du centre ».
Le 4 mars 2024, lors du vote pour l’inscription de l’IVG dans la Constitution française, il s’est abstenu.

## Détail des fonctions

### Mandat parlementaire
- Sénateur, élu dans la Vendée (depuis le 1er octobre 2014), membre du groupe Union pour un mouvement populaire (2014-2015) puis de celui des Républicains (depuis 2015)

### Mandats au sein de syndicats mixtes
- Délégué au syndicat mixte du pays Yon et Vie (à partir du 24 février 2002)
- Délégué au syndicat mixte départemental d’études et de traitement des déchets ménagers et assimilés de la Vendée (à partir de 2001)

### Mandats intercommunaux
- Président du conseil communautaire de la communauté de communes de Vie-et-Boulogne (du 2 janvier au 6 octobre 2017)
- Conseiller communautaire de la communauté de communes de Vie-et-Boulogne (du 2 janvier 2017 au 28 mai 2020)
- Président du conseil communautaire de la communauté de communes Vie-et-Boulogne (du 31 mars 2014 au 31 décembre 2016)
- Conseiller communautaire de la communauté de communes Vie-et-Boulogne (d’avril 2001 au 31 décembre 2016)

### Mandats municipaux
- Maire du Poiré-sur-Vie (du 18 mars 2001 au 10 juillet 2015)
- Conseiller municipal du Poiré-sur-Vie (du 18 mars 2001 au 28 mai 2020)